# Нэньцзян (провинция)
Нэньцзя́н (Nunkiang, кит. упр. 嫩江省, пиньинь Nènjiāng shěng), провинция северо-восточной части Китайской Республики. Занимала площадь 67034 км². Административный центр — Цицикар.

## История

Провинция Нэньцзян (1945—1949 гг.)

С древних времён территорию провинции населяли монголы и маньчжуры. В 1907 году была образована провинция Хэйлунцзян с центром в г. Цицикар. В 1932 году, после оккупации японскими войсками северо-восточного Китая, провинция вошла в состав Маньчжоу-го под названием Лунцзян. После победы Китая над Японией в 1945 году во избежание путаницы с провинцией Хэйлунцзян была переименована в Нэньцзян. В мае 1949 года была упразднена как самостоятельная единица и вошла в состав Хэйлунцзян.